# Giovanni Maria Nanino
Giovanni Maria Nanino o Giovanni Maria Nanini (Tívoli, 1543 o 1544 - 11 de marzo de 1607) fue un compositor y maestro italiano del Renacimiento tardío. Era miembro de la Escuela romana de compositores, y fue el profesor de música más influyente en Roma a finales del siglo XVI. Era el hermano mayor del compositor Giovanni Bernardino Nanino.

## Biografía
Nanino sirvió como niño soprano en la catedral de Viterbo. En los años 1560 probablemente estudió con Palestrina en San Luigi de' Francesi (en Roma). Cuando Palestrina se retiró, Nanino se convirtió en el maestro de capilla de la iglesia. En 1577 se unió al coro papal como tenor, y se mantuvo en el coro durante el resto de su vida, y de vez en cuando tomaba el cargo rotativo de maestro di cappella.
Durante los años 1590 era reconocido como maestro; él y su hermano establecieron lo que se cree que fue la primera escuela de música pública en Roma, y muchos futuros compositores ―como Gregorio Allegri (compositor del famoso Miserere), Felice Anerio, Antonio Brunelli y Antonio Cifra― estudiaron con él y cantaron en sus coros.

## Obras
La obra de Nanino como compositor no fue muy extensa, pero fue extremadamente popular en su época (especialmente sus madrigales). En Roma no se publicaba casi ninguna colección de madrigales sin que incluyera al menos una contribución de Nanino, a menudo en la posición más prominente en el libro, incluso por delante de Palestrina. Estilísticamente sus madrigales son muy variados. Aunque no es tan completo como Luca Marenzio (1533-1599) ―que después de todo escribió más de 500 madrigales―, ejemplos del género de Nanino varían desde los muy graves, angulares y contrapuntísticos, hasta las canzonettas más ligeras, con una intensidad expresiva que a veces se compara con la de Marenzio.
Además de sus famosos madrigales, escribió motetes, cánones, lamentaciones y canciones sagradas.
No se ha publicado ninguna edición completa de sus obras, y gran parte de su música se encuentra en manuscrito, inédita.

## Obras[1][4]

### Obras sacras
- Gradual and tract
- Hic est beatissimus Evangelista
- Hodie Christus natus est
- Laetamini in Domino
- Lapidabant Stephanum
- Miserere mei Deus
- Stabat Mater

### Obras seculares
- Ahi che debbo morire
- Alcun non può saper
- Ami chi vuol amare
- Artifex mirus / Erano i capei d'or
- Come Fenice
- Con questa bella mano
- Cor mio che pensi
- D'una donna gentil
- Diffusa est gratia
- Donna, che sol
- Donna, m'havete acceso
- E'l viso di pietosi color
- Eran i capei d'or
- Io son Farfalla
- L'amata ninfa mia
- La terra fiorirà
- La velenosa vista
- Le rose, frond'e fiori
- Maraviglia non è
- Mirando la mia Dea
- Non era l'andar suo
- Ogni volta ch'io miro
- Orfeo, cantando
- Per qual cagion
- Piansi ben mio
- Se ben l'ardor
- Se l'Alicorno
- Sonno soave
- Uno spirto celeste